# Ars Longa Vita Brevis
Ars Longa Vita Brevis ist das zweite Studioalbum der englischen Progressive-Rock-Gruppe The Nice. Es wurde im Jahre 1968 veröffentlicht. Der Titel bezieht sich auf ein Zitat des griechischen Arztes Hippokrates. Nachdem der Gitarrist David O’List wegen Drogenproblemen gefeuert wurde, nahmen The Nice Ars Longa Vita Brevis ohne festen Gitarristen auf.

## Stil und Rezeption
Durch den Wegfall des Gitarristen wird das Album vom Keyboardspiel Keith Emersons dominiert. Die erste Seite enthält drei eher kurze, teils mit psychedelischer, teils mit jazziger Note von Emerson und Lee Jackson gesungene Stücke, gefolgt von einer Coverversion des Intermezzos der Karelia-Suite von Jean Sibelius. Das mit Orchesterbegleitung aufgenommene Titelstück nimmt die zweite Seite des Albums ein. Dazu schrieb Emerson:

“Newton’s first law of motion states a body will remain at rest or continue with uniform motion in a straight line unless acted on by a force. This time the force happened to come from a European source. Ours is an extension of the original Allegro from Brandenburg Concerto No. 3. Yesterday I met someone who changed my life, today we put down a sound that made our aim accurate. Tomorrow is yesterday’s history and art will still be there, even if life terminates.”

„Newtons erstes Bewegungsgesetz sagt, dass ein Körper ruht oder sich gleichförmig entlang einer geraden Linie bewegt, es sei denn eine Kraft wirkt auf ihn. Dieses Mal kommt die Kraft aus einer europäischen Quelle. Unsere ist die Erweiterung des ursprünglichen Allegros des dritten Brandenburgischen Konzertes. Gestern traf ich jemanden, der mein Leben änderte, heute legen wir einen Sound hin, der unsere Absichten klarmacht. Morgen ist die Geschichte von gestern und Kunst wird immer noch da sein, auch wenn das Leben endet.“

Das Konzept der suitenartigen Stücke wurde von The Nice mit der Five Bridges Suite und später von Emerson, Lake and Palmer auf den Alben Tarkus und Brain Salad Surgery fortgeführt.
Bruce Eder von allmusic bezeichnet das Album als „a genuinely groundbreaking effort“ (‚ein wirklicher Durchbruch‘).

## Titelliste
Wenn nichts anderes angegeben, wurden die Lieder von Keith Emerson und Lee Jackson geschrieben.

### Seite 1
1. Daddy Where Did I Come From – 3:44
2. Little Arabella – 4:18
3. Happy Freuds – 3:25
4. Intermezzo from the Karelia Suite (Jean Sibelius) – 8:57
5. Don Edito El Gruva (Emerson, Jackson, Brian Davison) – 0:13

### Seite 2
1. Ars Longa Vita Brevis – Symphony for Group and Orchestra – 19:20
  - Prelude (Emerson) / 1st Movement – Awakening (Davison) – 5:50
  - 2nd Movement – Realization (Jackson, David O’List, Emerson) – 4:54
  - 3rd Movement – Acceptance “Brandenburger” (Davison, Emerson, Jackson) – 4:23
  - 4th Movement – Denial (Davison, Emerson, Jackson) – 3:23
  - Coda—Extension to the Big Note – 0:46

Auf der US-Veröffentlichung des Albums befindet sich eine Coverversion von Leonard Bernsteins America.
Die CD-Veröffentlichung von 1998 enthält noch
- Acceptance “Brandenburger” (Singleversion, mono)
- Happy Freuds (Singleversion, mono)

## Weitere Musiker
- Malcolm Langstaff: Gitarre
- Robert Stewart: Dirigent/Orchesterarrangements